# 5036 Tuttle
5036 Tuttle eller 1991 US2 är en asteroid i huvudbältet som upptäcktes den 31 oktober 1991 av de båda japanska astronomerna Seiji Ueda och Hiroshi Kaneda i Kushiro. Den är uppkallad efter den amerikanske astronomen Horace Tuttle.
Asteroiden har en diameter på ungefär 23 kilometer.